# Stereocyclops parkeri
Stereocyclops parkeri é uma espécie de anfíbio da família Microhylidae. Endêmica do Brasil, pode ser encontrada no sudeste do estado do Rio de Janeiro, e no município de Ilhabela, no estado de São Paulo.